# Måns Arborelius (konstnär)
Måns Olof Arborelius, född 1960 i Lund, är en svensk målare.
Arborelius bedrev krokistudier i Malmö 1974 och studerade därefter vid Académie libre de beaux-arts i Antibes samt teckning i Köpenhamn 1978 och bedrev självstudier under resor till London, Paris, Florens och Rom. Han genomförde två utställningar 1977 och 1978 som blev uppmärksammade i svenska dagspress. Han medverkade i den internationella samlingsutställningen Light of Sweden i Rom 1979 och han var den yngste representanten vid Skånes konstförenings 75-årsjubileumsutställning. Hans konst består till stor del av stilleben i en naturalistisk stil. Han har tilldelats Malmö stads kulturstipendium 1981 och Malmö Konststudios stipendium 1984.